# Croad Langshan
Croad Langshan là một giống gà lâu đời, nặng, có lông mềm, có lẽ có nguồn gốc ở Trung Quốc.

## Lịch sử
Giống gà này đầu tiên được ghi nhận đến từ vùng Langshan ('Wolf Mountain') ở ngoại ô Nam Thông, ngay phía bắc của hạ lưu sông Trường Giang ở Trung Quốc) vào năm 1872 và được Thiếu tá F.T. Croad nhập giống vào Anh. Cháu của Thiếu tá Croad, cô A. C. Croad, đã được ghi nhận với việc thành lập giống gà này ở Anh. Câu lạc bộ Croad Langshan được thành lập ở Anh vào năm 1904. Cái tên 'Croad' phân biệt loại hình gốc của Langshan, được nhập khẩu bởi Major Croad, đó là một loại gà hữu ích, từ giống gà Langshan hiện đại cao đã được phát triển cho các chương trình trình diễn. Giống như nhiều giống khác, số cá thể gà này đã giảm sau Chiến tranh thế giới thứ hai và cuối cùng giống gà này không có một câu lạc bộ giống ở Anh. Nó được giải cứu bởi Hiệp hội Gia cầm Hiếm cho đến năm 1979, câu lạc bộ đã được cải cách và phát triển trở lại.
Gà Langshan cũng được nhập khẩu vào Bắc Mỹ năm 1878 và được các tiêu chuẩn công nhận vào năm 1883. Gà Langshan trắng được công nhận vào tiêu chuẩn mười năm sau đó vào năm 1893. Có ba loại gà Langshan đã được chấp nhận theo tiêu chuẩn Hoa Kỳ - màu đen, trắng và xanh da trời. Màu xanh da trời chỉ được chấp nhận vào tiêu chuẩn vào năm 1987.
Năm 1879, giống gà này được mang về Đức. Các con gà Langshan Đức được lai tạo từ các con gà này và sớm thay thế chúng. Sau Chiến tranh Thế giới thứ hai, những con gà Langshan đã được nhập khẩu lại từ Đức đến Mỹ.
Gà Croad Langshan nguyên gốc có màu đen với màu xanh lục rực rỡ và đó vẫn là màu chính được duy trì cho đến ngày hôm nay.

## Đặc điểm
Gà Croad Langshan có cơ thể to lớn, có một bộ ngực sâu và dài hướng về phía trước; lưng khá dài và dốc với đuôi dốc mạnh từ phía sau, tạo nên hình dạng đặc trưng hình chữ 'U'. Đầu nhỏ hơn so với kích thước cơ thể, mỏ có màu từ sáng đến tối màu; mào có kích thước trung bình, đơn và thẳng đứng ở cả hai giới. Các thân và ngón chân bên ngoài hơi có nhiều lông. Trong những con giống ban đầu, con đực có khối lượng tối đa là 10 lb / 4,5 kg; các con gà trống ngày nay nặng 9,5 lbs / 3,75-4,25 kg và gà mái 7,5 kg / 3-3,5 kg. Trứng sắp nở cân nặng ít nhất 58g.